# Elfenbenskustens distrikt

Elfenbenskustens distrikt

Elfenbenskusten (franska: Côte d’Ivoire) är indelat i 12 distrikt (districts) och 2 autonoma distrikt (districts autonomes).
Distrikten är i sin tur indelade i regioner (régions, totalt 31), regionerna är indelade i department (départements, totalt 108), departementen är indelade i underprefekturer (sous-préfectures, totalt 510).
Tidigare var nationen direkt indelad i 19 regioner, 28 september 2011 infördes nuvarande system.

## Lista
| nr | distrikt                       | huvudort     | yta (km²) | regioner |
| -- | ------------------------------ | ------------ | --------- | -------- |
| 1  | Denguélé                       | Odienné      | 20 900    | 2        |
| 2  | Savanes                        | Korhogo      | 40 210    | 3        |
| 3  | Zanzan                         | Bondoukou    | 38 251    | 2        |
| 4  | Woroba                         | Séguéla      | 31 088    | 3        |
| 5  | Vallée du Bandama              | Bouaké       | 28 318    | 2        |
| 6  | Montagnes                      | Man          | 30 825    | 3        |
| 7  | Sassandra-Marahoué             | Daloa        | 23 940    | 2        |
| 8  | Yamoussoukro District Autonome | Yamoussoukro | 2 075     | –        |
| 9  | Lacs                           | Dimbokro     | 26 100    | 4        |
| 10 | Bas-Sassandra                  | San-Pédro    | 28 350    | 3        |
| 11 | Gôh-Djiboua                    | Gagnoa       | 17 500    | 2        |
| 12 | Lagunes                        | Dabou        | 20 450    | 3        |
| 13 | Abidjan District Autonome      | Abidjan      | 2 140     | –        |
| 14 | Comoé                          | Abengourou   | 14 150    | 2        |
|    | Elfenbenskusten                |              | 322 463   | 31       |